# Francesco Ricci Paracciani
Francesco Ricci Paracciani (Roma, 8 giugno 1830 – Roma, 9 marzo 1894) è stato un cardinale italiano.

## Biografia
Nacque a Roma l'8 giugno 1830.
Papa Leone XIII lo elevò al rango di cardinale nel concistoro del 27 marzo 1882.
Morì il 9 marzo 1894 all'età di 63 anni.